# Política de mirar a l'Est

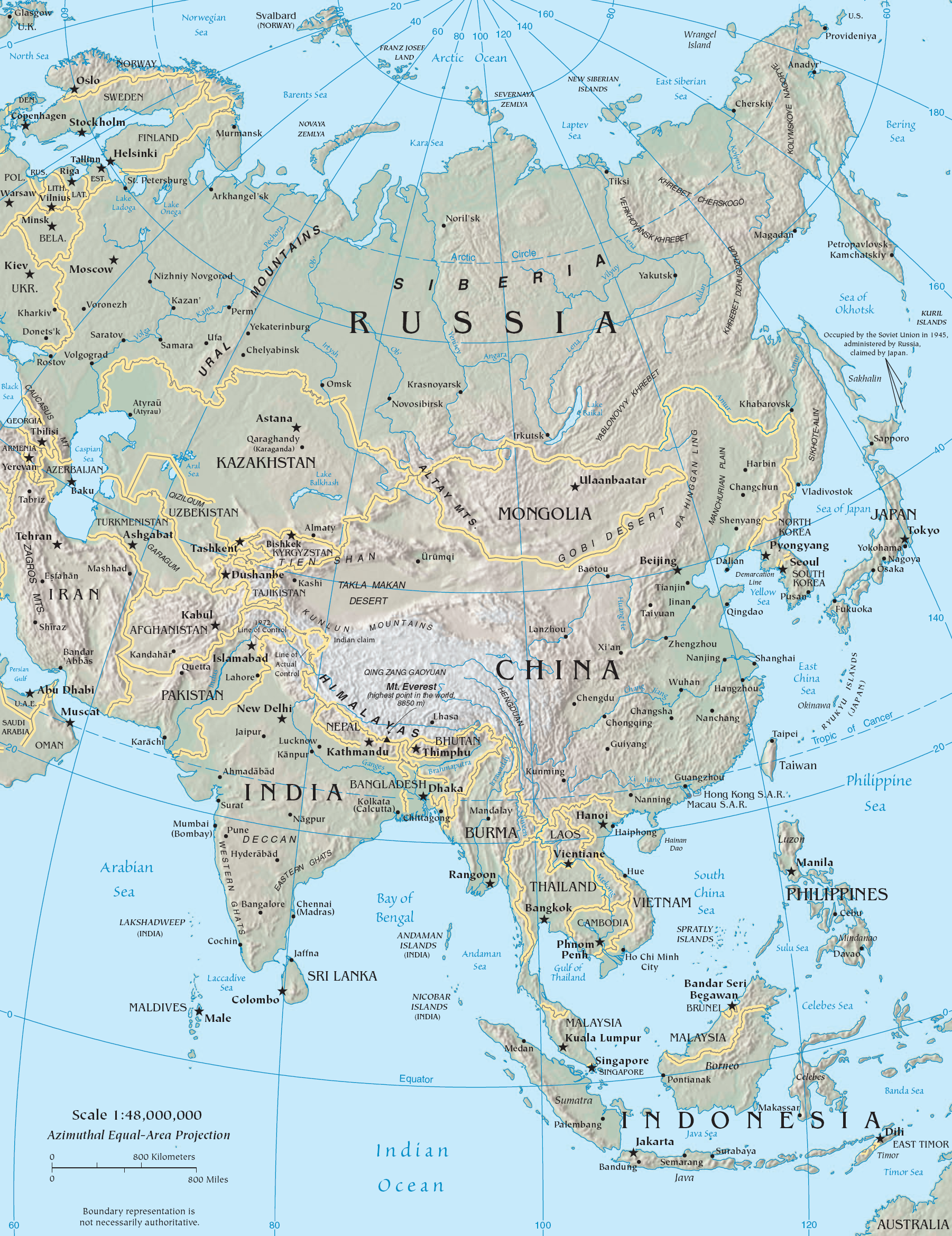
Mapa polític d'Àsia, amb l'Índia, la Xina i l'Àsia Sud-oriental.

La política de mirar a l'Est per part de l'Índia (en anglès, Look East policy), fa referència al canvi estratègic desenvolupat i implementat el 1991 per part del govern del primer ministre Pamulaparthi Venkata Narasimha Rao i que va tenir continuïtat amb els posteriors mandats d'Atal Bihari Vajpayee i Manmohan Singh.
Segons Sunanda K. Datta-Ray, autor del llibre Looking East to Look West: Lee Kuan Yew's Mission India, Rao va desenvolupar aquesta política com un primer pas dins l'estratègia per promoure la cooperació econòmica i de seguretat amb els Estats Units. No obstant, la Look East policy es va convertir en un fi en si mateix, en gran manera encoratjat pel primer ministre de Singapur, Lee Kuan Yew. D'aquesta manera, l'Índia millorarà les seves perspectives de futur si es relaciona més amb els seus socis asiàtics com a palanca per relacionar-se amb la resta del món, i que és millor per als interessos econòmics de l'Índia promoure una major integració amb l'est i Sud-est d'Àsia. Per tant, la política de mirar a l'Est és un intent d'establir una integració més estreta i profunda amb els seus veïns de l'est asiàtic com a part d'una nova política exterior de l'Índia, i la seva participació en l'Associació de Nacions del Sud-est Asiàtic (ASEAN), en un reconeixement del paper principal de l'Índia dins la regió. Manmohan Singh mentre era primer ministre va expressar que la política de mirar a l'Est no és merament una política econòmica externa; és també un canvi estratègic en la visió Índia del món i el lloc que ha d'ocupar l'Índia dins l'economia mundial.